# Jennifer Rubin
Jennifer Collene Rubin (Phoenix, 3 aprile 1962) è un'attrice e modella statunitense.

## Carriera
La Rubin fu scoperta dall'agenzia di moda Ford Modeling Agency, diventando nel 1984  "Modella internazionale Ford dell'anno". Nel corso della sua carriera di modella, la Rubin è stata testimonial della prima campagna pubblicitaria del profumo Calvin Klein Obsession.
Debutta nel mondo del cinema nel 1987, nel ruolo di Taryn nel film horror Nightmare 3: I guerrieri del sogno, a cui seguono diversi altri film come Vivere nel terrore (1988), Screamers - Urla dallo spazio (1995), The Doors (1991), ed il thriller La ragazza della porta accanto (1993).
È anche apparsa in diverse produzioni televisive, incluse Ai confini della realtà, Miami Vice, I racconti della cripta e Oltre i limiti.  Ha anche partecipato al video di Chris Isaak Somebody's Crying.

## Vita privata
Rubin ha sposato l'attore Elias Koteas nel 1987, dal quale ha divorziato nel 1990. Non ha avuto figli.

## Filmografia parziale

### Cinema
- Nightmare 3: I guerrieri del sogno (A Nightmare on Elm Street 3: Dream Warriors), regia di Chuck Russell (1987)
- Il peso del ricordo (Permanent Record), regia di Marisa Silver (1988)
- Vivere nel terrore (Bad Dreams), regia di Andrew Fleming (1988)
- La ragazza della porta accanto (The Crush), regia di Alan Shapiro (1993)
- Screamers - Urla dallo spazio (Screamers), regia di Christian Duguay (1995)
- Little Witches, regia di Jane Simpson (1996)
- Prove d'accusa (Loved), regia di Erin Dignam (1997)

### Televisione
- Ai confini della realtà (The Twilight Zone) – serie TV, episodio 2x20 (1987)
- Miami Vice - serie TV, episodio 5x20 (1989)